# Marcel Achard
Marcel Achard, pseudónimo de Marcel-Auguste Ferréol (Sainte-Foy-lès-Lyon, Ródano, 5 de julio de 1899-París, 4 de septiembre de 1974), fue un dramaturgo y guionista francés cuyas comedias sentimentales le mantuvieron durante cinco décadas como un nombre muy reconocido en los círculos teatrales y literarios de su país. Fue elegido miembro de la Académie française en 1959. 

## Trayectoria
Ferréol nació en Sainte-Foy-lès-Lyon, uno de los suburbios de la ciudad de Lyon, y adoptó su seudónimo al comienzo de su carrera de escritor, a principios de los años veinte. En 1919, pocos meses después del final de la guerra, este aspirante a escritor de 20 años llegó a París y encontró trabajo como apuntador en el Théâtre du Vieux-Colombier y como periodista en diversas publicaciones, entre ellas el gran diario Le Figaro.  
Atraído por el teatro y las actrices, debutó como actor en sus primeras obras y en el cine mudo a partir de 1923. Su consagración llegó con el papel del payaso Grockson, uno de los tres personajes clave de su obra Voulez-vous jouer avec moâ? Esta obra, con acento de Jules Laforgue, fue su primer gran éxito, con más de doscientas representaciones, y este éxito entre el público parisino le llevó a ser descubierto por Lugné-Poe y Charles Dullin. Este último, en nombre del Théâtre de l'Atelier, le encargó la obra. En esta obra, todos los personajes de Achard, sin gran profundidad ni pasión, están ya en germen: seres sentimentales y tensos, la mujer bella e inconstante, algo ingenua, el hombre tímido e ingenuo y los diálogos que nos conducen, al final de un viaje en el que no pueden borrarse las alusiones al cinismo y la melancolía de la época, hacia un mundo en el que todo se resuelve con el tiempo.  
En el momento de su primer reconocimiento teatral, Marcel Achard quiso revelar su vena poética con la recopilación de sus inspiraciones, La Muse pérégrine. Sin embargo, desde principios de los años treinta, una vez establecida definitivamente su reputación en el mundo del teatro francés, sintió y conservó una fascinación por la imagen y el sonido cinematográficos. Por ello contribuyó, bajo la dirección de Jean Choux, a la primera producción cinematográfica de Jean de la Lune en 1931 y adaptó su propia obra al cine en 1948. Entre estas dos fechas, participó en una decena de largometrajes, mientras que sus obras teatrales se representaban con éxito en la mayoría de los países del norte y del sur de Europa antes de la guerra.  
Algunas de sus obras más destacadas incluyen "Jean de la Lune" (1931), "Pour avoir Adrienne" (1933) y "Léocadia" (1939), esta última ganadora del prestigioso premio Molière. Su éxito trascendió las fronteras francesas y muchas de sus obras fueron adaptadas al cine. Achard también incursionó en la escritura de guiones cinematográficos, colaborando con importantes directores como Jean Renoir. Después de la Segunda Guerra Mundial estrenó, por ejemplo, en 1946, Cincuenta años de felicidad.

## Muerte
Marcel Achard falleció el 4 de septiembre de 1974 en París, de paro cardíaco por un coma diabético. Está enterrado en el cementerio de La Chaussée-Saint-Victor, en Loir-et-Cher. Su esposa Juliette falleció el 28 de octubre de 1978 a la edad de 75 años y está enterrada a su lado.
Dejó un legado de obras teatrales y guiones cinematográficos que continúan siendo representados y admirados hasta el día de hoy. Su talento para el humor y la crítica social lo convirtieron en uno de los grandes maestros del teatro francés del siglo XX y su influencia perdura en las generaciones posteriores de dramaturgos y guionistas.

## Premios y reconocimientos
En 1959 fue elegido miembro de la Academia Francesa.

#### Condecoraciones
- Comendador de la Legión de Honor
- Comendador de la Orden de las Artes y las Letras[6]

#### Reconocimientos
- Marcel Achard fue miembro de la Academia Alphonse-Allais.
- Una medalla conmemorativa de la elección de Marcel Achard, que le perteneció, se conserva en el Museo Carnavalet (ND 928).
- En noviembre de 1984 se inauguró una plaza Marcel-Achard en el distrito 19 de París.